# Hartmut F. Binner
Hartmut Friedrich Binner (* 27. März 1944 in Neuweistritz, Kreis Habelschwerdt) ist ein deutscher Unternehmer. Er war Vorsitzender der gfo Gesellschaft für Organisation e.V. und Gründer und ehemaliger Geschäftsführer der heute als sycat IMS GmbH firmierenden Dr. Binner CIM-house GmbH. Bis heute ist er alleiniger Gesellschafter und Geschäftsführer der Prof. Binner Akademie GmbH.

## Leben
Binner studierte nach einer Ingenieurausbildung Maschinenbau an der Universität Hannover. Anschließend promovierte er am Institut für Fabrikanlagen bei Hans-Peter Wiendahl zum Thema „Anforderungsgerechte Datenermittlung für Fertigungssteuerungssysteme“. Im Rahmen seiner Doktorarbeit entwickelte er die rollenbasierte „Swimlane-Prozessdarstellung“, die im Jahre 2002 von der Object Management Group (OMG) in den Prozessvisualisierungsstandard BPMN 2.0 übernommen wurde.
Nach einer Tätigkeit in der Industrie war er von 1975 bis 1978 wissenschaftlicher Mitarbeiter im Niedersächsischen Ministerium für Wissenschaft und Kunst. Danach war er ab 1978 Professor an der Fachhochschule Hannover (heute Hochschule Hannover), Fachbereich Maschinenbau und Bioverfahrenstechnik mit den Schwerpunkten Planung von Werkstätten und Anlagen sowie Prozessmanagement. Bis heute leitet er als Lehrbeauftragter das Prozessmanagementlabor der Hochschule Hannover.
1988 stellte er auf dem Hochschulstand Niedersachsen während der CeBIT erstmals die von ihm entwickelte swimlanebasierte Prozessmanagementsoftware sycats vor. 1994 wurde die Dr. Binner CIM-house GmbH gegründet. Das Unternehmen wurde Ende 2006 an die Nachfolgegesellschaft binner IMS verkauft. 2007 gründete er die Professor Binner Akademie.
Seit 1980 bis heute ist er Arbeitskreisleiter des Arbeitskreises „Industrial Engineering“ des VDI-Bezirksvereins Hannover. Von 1999 bis 2003 war er Präsident REFA e.V. (gfo), von 2004 bis 2007 gfo Expertenkreisleiter Hannover „Business Process Management“.
Am 19. September 2007 wurde Hartmut Binner auf der Mitgliederversammlung der Gesellschaft für Organisation e. V., einem der ältesten deutschen Verbände für Prozess- und Organisationsmanagement zum Vorsitzenden gewählt. Diese Position hatte er bis Ende 2017 inne.
Ab 2008 entwickelte er das MITO-Modell als Bezugs- und Ordnungsrahmen für die ganzheitliche Prozessorganisationsimplementierung. Ergänzend dazu wurde von ihm das MITO-Methoden-Tool als integrierter digitalisierender Methodenbaukasten mit vielen Anwendungstemplates erstellt.

## Veröffentlichungen (Auswahl)
Hartmut F. Binner ist Herausgeber mehrerer Buchreihen und Zeitschriften sowie Autor von Büchern und Zeitschriftenartikeln.
- Handbuch der prozessorientierten Arbeitsorganisation, ISBN 978-3-446-42641-2, Carl Hanser Verlag, 4. Auflage 2011
- Prozessmanagement von A-Z, ISBN 978-3-446-42303-9, Carl Hanser Verlag, München Wien 2009
- Auf dem Weg zu Spitzenleistung – Managementleitfaden für die EFQM-Modellumsetzung, ISBN 3-446-40481-3, Carl Hanser Verlag, 2005
- Binner, Hartmut F.: Pragmatisches Wissensmanagement – Systematische Steigerung des intellektuellen Kapitals. REFA-Fachbuchreihe „Unternehmensentwicklung“. 1. Auflage. Carl Hanser Verlag, München Wien 2007. 896 Seiten. ISBN 978-3-446-41377-1